# Julie Siegfried
Pour les articles homonymes, voir Siegfried.
Julie Puaux-Siegfried, née à Luneray le 13 février 1848 et morte à Paris le 28 mai 1922, est une féministe française, présidente du Conseil national des femmes françaises de 1912 à 1922.

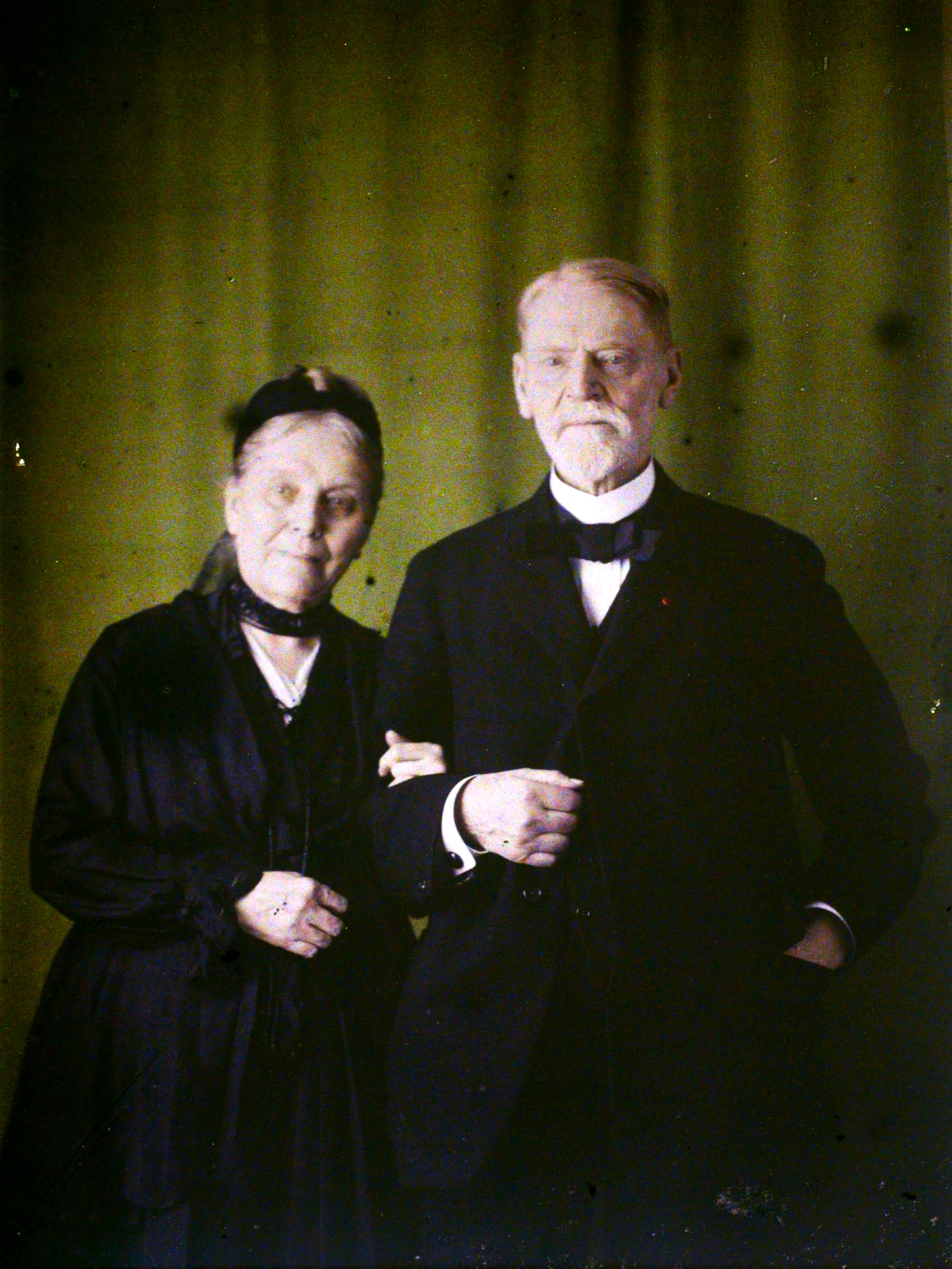
Julie et Jules Siegfried en 1921.

## Biographie
Julie Puaux est née dans une famille protestante et républicaine de la bourgeoisie normande, qui constitue un des pôles du milieu réformateur féminin. Elle est la fille de François Puaux, pasteur de l'église réformée de Luneray et de Marie Mathilde Léorat, et la sœur de Frank Puaux (1844-1922), pasteur et historien du protestantisme et de Louise Puaux (1837-1914). Julie épouse l'homme politique et industriel Jules Siegfried, le 2 février 1869, à Alais (Gard). Elle est la mère d'André Siegfried (1875-1959) sociologue et académicien.
Elle crée tout d’abord des œuvres tournées vers l’éducation des jeunes filles au Havre, ville dont son mari est maire : une école d’apprentissage et une école primaire supérieure en 1880, et un des tout premiers lycées de fille en 1885. Après l’élection de Jules Siegfried comme député de la Seine-Inférieure, le couple vit à Paris, 226 boulevard Saint-Germain. Julie Siegfried s’engage activement dans de nombreuses œuvres et associations féministes (elle participe aux conférences de Versailles, que Sarah Monod a créées, au journal La Femme, à l'Union française pour le suffrage des femmes, etc.), et notamment au Conseil national des femmes françaises (CNFF), qu’elle préside de 1912 à 1922, à la suite de sa première présidente, (Sarah Monod, de 1901 à 1912). Elle est présidente d'honneur d'une des premières sections de scoutisme féminin, dirigée par Élisabeth Fuchs. Julie Siegfried devient également vice-présidente du Conseil international des femmes, dont le CNFF est la branche française. Elle préside l'Association d'assistance en Alsace-Lorraine, fondée en 1915, qui distribue des aides dans ces régions, et la Ligue d'éducation morale.
Le CNFF est la plus importante organisation féministe du début du siècle (21 000 membres en 1901, presque 100 000 en 1914). Elle a pour but de promouvoir l’assistance, l’hygiène, l’éducation et le travail des femmes, mais s'engage surtout fermement en faveur de l’obtention du droit de vote pour les femmes. Le projet du vote des femmes, fortement soutenu par son époux, Jules Siegfried, est adopté à l’Assemblée nationale, mais échoue au Sénat[réf. nécessaire].

## Décoration
Le 26 mai 1919, Julie Siegfried est nommée au grade de chevalier dans l'ordre national de la Légion d’honneur, sur contingent du ministre de l'Intérieur, en tant que « présidente ou fondatrice d’œuvres d'assistance ou d’œuvres de guerre ».

## Sources
- « Dossier Léonore - Légion d'Honneur, Dossier c-211223, cote no 19800035/0210/27573 ».
- Bulletin de liaison des sociétés savantes, no 9, mars 2004.
- Hause Steven C., Waelti-Walters Jennifer, Feminisms of the Belle Epoque : A Historical and Literary Anthology, University of Nebraska Press, 1994.
- Élisa Sabatier, Madame Jules Siegfried 1848-1922, Privas, Loubarie et fils, 1924.